# Chapelle Notre-Dame-des-Miracles d'Avignon
La chapelle Notre-Dame-des-Miracles est située 13 rue Velouterie à Avignon, dans le département français de Vaucluse en région Provence-Alpes-Côte d'Azur.

## Historique
La chapelle dédiée à la Vierge a été construite par le pape Jean XXII à la suite d'un miracle survenu en mars 1320 pendant l'exécution d'un condamné au bûcher. L'église a été construite sur un grand terrain situé à proximité de la porte Saint-Roch. Pour assurer des revenus réguliers sous forme de redevances, le terrain a été divisé en lots. Une première fois sous l'impulsion du camérier Gasbert de Laval, en 1327, une seconde fois par les chapelains de Notre-Dame-des-Miracles, en 1331. Cela a conduit à la création du « bourg des Miracles ».
La construction du chœur de l'église a été financée par le pape Jean XXII. Il est terminé en 1327. Il a été réalisé par le lapicide Jaume Alasaud, qui est intervenu au Palais des papes et à l'église Saint-Didier, dont c'est probablement la première œuvre à Avignon.
La nef est plus tardive, terminée en 1340-1350 grâce à l'intérêt porté par Gasbert de Laval vis-à-vis de l'église.
Vers 1343, Gasbert de Laval fait construire à proximité de l'église un couvent pour les filles repenties. Il recevait les anciennes prostituées voulant faire pénitence. L'installation de la cour pontificale à Avignon avait entraîné un accroissement de la population, des richesses dans la ville et de la prostitution. Dans les années 1360, le couvent est déjà trop exigu. Sous le pontificat de Grégoire XI, une tribune est construite dans la chapelle pour permettre aux repenties de suivre la messe d'une façon discrète.
En 1435, un couvent des Frères de la Merci est construit par le chapitre de Saint-Agricol au nord de la chapelle. Les frères de la Merci disposaient de la chapelle pour leurs offices. Un scandale a entraîné le départ des frères de la Merci en 1574. Leurs bâtiments sont confiés à l'ordre des Minimes récemment arrivé à Avignon par le cardinal Georges d'Armagnac. En 1577, leur couvent étant devenu inadapté, grâce au cardinal, les Minimes s'installent dans le couvent des Repenties qui sont déplacées dans l'ancien hôpital Saint-Michel, à l'est d'Avignon. Grâce aux moyens financiers et à l'appui du cardinal d'Armagnac, un nouveau couvent est construit (en grande partie conservé au sud de l'église). L'ancien établissement des frères de la Merci est démoli. Au XVIIe siècle, à son apogée, le couvent des Minimes compte 25 membres. En 1618, quand Louis XIII reprend de force le pouvoir à sa mère, Armand du Plessis, le futur cardinal de Richelieu, est banni à Avignon où il suit les offices des Minimes dans la chapelle Notre-Dame-des-Miracles.
Le couvent des Minimes est alors très prisé par la haute société avignonnaise et des personnages importants se font inhumer dans la chapelle. Des transformations sont faites au XVIIe siècle dans une chapelle au nord du chœur.
En 1709, un chœur haut est construit et les fenêtres du côté sud de la nef sont agrandies, probablement sous la direction de l'architecte Pierre II Mignard assisté de son élève et filleul Pierre Thibault. En 1739, la façade de la chapelle menaçant de s'écrouler, les minimes font appel à Pierre Thibault pour la reconstruire. Elle est démolie jusqu'à la fondation ainsi que la première travée de la nef et une chapelle latérale. La façade est reconstruite par le frère de Pierre Thibault avec une voûte en berceau à lunette et une tribune sur voûte surbaissée. Les minimes ont fait un procès à l'architecte, l'accusant de les avoir entraînés dans un chantier qu'il avait sous-évalué. Le procès s'est terminé en 1745.
La chapelle et le couvent sont sécularisés à la Révolution. Ils servent de logement pour les volontaires allant rejoindre les armées. Le 15 juin 1791, la communauté des Minimes est dispersée et le couvent vendu comme bien national en l'an IV. Sous la monarchie de Juillet, des appartements sont aménagés dans la première travée de la nef et le côté sud de l'église. Au début du XXe siècle, une entreprise de robinetterie y est installée, puis, entre 1932 et 1999, l'entreprise Grillot a fabriqué des pompes dans la chapelle. L'église a été rachetée et sauvée de la ruine par des particuliers qui occupent les appartements créés au XIXe siècle. La chapelle est en attente d'une restauration mais accueille des manifestations culturelles.
La chapelle est inscrite au titre des monuments historiques depuis le 24 novembre 1948.